# ジョン・フランシス・ダッジ
ジョン・フランシス・ダッジ（英語: John Francis Dodge, 1864年10月25日 - 1920年1月14日）は、アメリカ合衆国の自動車製造の先駆者にしてダッジ・ブラザーズ・カンパニーの共同創業者である。

## 経歴
ダッジは、ミシガン州ナイルズで鋳物や機械の店を営む父親のもとに生まれた。ジョンと弟であるホレスは幼少期から成人するに至っても行動を共にした。以前、ダッジ家の父祖の地はイングランドのストックポートであると見られていた。ストックポートには町の指定建造物になっているダッジ家の祖先が居住したハリデイ・ヒル・ファームハウスが現存している。しかし、近年ダッジ一族協会が実施したDNA鑑定の結果、実際にはアメリカのダッジ家の多くは、サマセットのイーストコーカーから渡来したダッジ家の末裔である事が判明した。
1886年、ダッジ家はデトロイトに移り、ジョンとホレスはボイラー工場に就職する。1894年、彼らはカナダのオンタリオ州ウィンザーのドミニオン・タイポグラフ・カンパニーの機械工に転職する。ジョンは、営業に長けた経営者肌だったのに対し、彼の弟のホレスは物いじりを好む、才能ある機械工だった。1897年、ダッジ兄弟と外部の投資家は、弟のホレスが開発し、特許を取得した汚れにくいボールベアリングを用いた自転車を製造する契約を結んだ。数年後、彼らは自転車事業を売却、1900年にその収益でデトロイトに彼らはみずからの機械工場を立ち上げた。
彼らが起業した初年度から、ダッジ兄弟の会社は自動車産業向けの部品製造に乗り出した。1902年、ダッジ兄弟は、オールズ・モーター・ビークル・カンパニーからトランスミッションを製造する契約を勝ち取り、品質やサービスにおいて確かな評価を築いた。しかし、翌年には、彼らはオールズ社との2年目の契約を打ち切り、ヘイスティングス・ストリートとモンロー・アヴェニューにあったデトロイト工場をヘンリー・フォードのためにエンジンの生産に乗り出すべく改修した。この契約には新たに起業されたフォード・モーター・カンパニーにおける地位の共有も含まれていた。1910年、成功をおさめていたジョン・ダッジとその弟は、ミシガン州ハムトラムクに新たな工場を建設した。
1903年から1913年にかけての10年間、ダッジ兄弟の会社は、フォード・モーター・カンパニーの部品供給者であり、ダッジはフォード・モーターの副社長を務めた。
1913年、彼はフォードを辞した。そして1914年には彼とホレスはダッジ・ブラザーズ・カンパニーを設立して、独自の自動車の車種ラインの形成に乗り出した。第一次世界大戦中、彼らはアメリカ軍に向けて貨物自動車を生産し、1917年10月、はじめての彼らの商用車が作り出された。終戦時、彼らの会社は、乗用車と貨物車どちらの生産や販売も行うようになっていた。
彼は1997年に自動車殿堂入りした。
赤い頭髪だったダッジは、その荒っぽい気性や粗野な行為が理由で、デトロイトの裕福な選良たちから社会的に受容されるのは困難視されていたにもかかわらず、彼の財産によって彼は地域社会の有力者となり、共和党のミシガン州における実力者になった。

## 家族
ダッジ兄弟は、機械工のダニエル・ラグ・ダッジ（1819年-1897年）とマリア・デュヴァル・カスト（1823年-1906年）の間に生まれた。マリアはダニエルの再婚相手である。彼らには、姉のデラ・ローン（1863年-1936年）、ダニエルの最初の妻であるロリンダ・グールド（1820年-1860年）との間の異母兄チャールズ・フロンティア（1855年-1926年）、異母姉のローラ・ベル（1858年-?）がいる。
1892年9月、ジョン・ダッジは、カナダ人のアイヴィー・ホーキンス（1864年-1901年）と結婚した。夫妻の間には3人の子供がいる。
- ウィニフレッド（1894年-1980年）
- イザベル・クレーヴス（英語版）（1896年-1962年）
- ジョン・デュヴァル・ダッジ（1898年-1942年）

アイヴィーが結核で没した後の、1902年12月8日、彼は自らのハウスキーパーだったイザベル・スミスとオンタリオ州ウォーカービルで極秘裏に再婚した。夫妻は1905年に別居し、1907年、ひそかに離婚した。この再婚は彼の再々婚した妻が没するまで伏せられていた。イザベルと離婚して間もなく、ダッジは彼の秘書だったマチルダ・ラウシュと結婚した。ダッジはマチルダとの間に3人の子供を儲けた。
- フランシス・マチルダ（英語版）（1914年-1971年）
- ダニエル・ジョージ（1917年-1938年）
- アンナ・マーガレット（1919年-1924年）

1908年、ダッジとマチルダは、ミシガン州ロチェスター近郊のメドウ・ブルック・ファームの地所を購入した。夫妻の長子であるフランシスはメドウ・ブルックで馬を愛するようになり、ケンタッキー州レキシントンのキャッスルトン・ファームを買った彼女は、アメリカ有数の馬の繁殖地に移り変わらせた。ダッジの娘であるイザベルはブルックミード・ステーブルを創設した。それはサラブレッド競馬の重要な出場者となり、アメリカ競馬名誉の殿堂博物館入りを果たしたソードダンサーやカヴァルケードをはじめとするチャンピオン馬を複数擁していた。1920年にダッジが没して5年後、マチルダはアルフレッド・ウィルソンと再婚、夫妻はロチェスターの地所にメドウ・ブルック・ホールを建設した。
彼のひ孫は映画プロデューサーのジョン・F・ダッジ3世である。

## 死と遺産

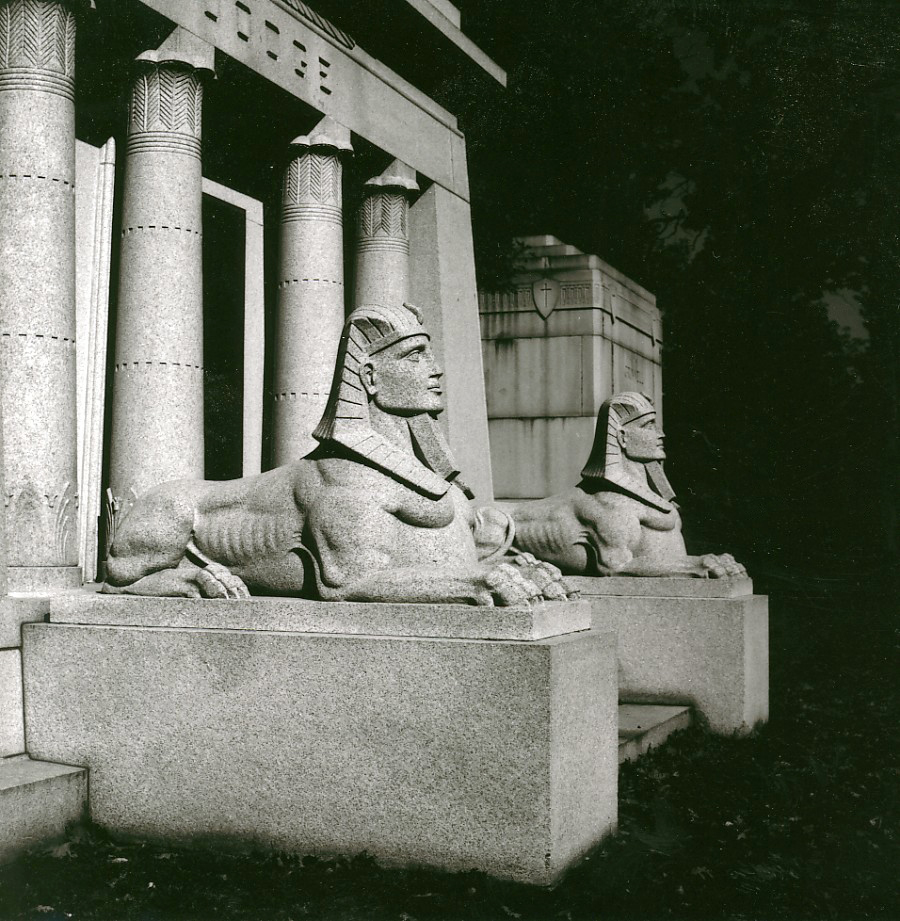
ダッジ兄弟の霊廟

スペインかぜが流行していた間にニューヨークにいたジョンとホレスは、インフルエンザと肺炎に感染した。1920年1月14日、ジョンはリッツ・カールトンで55歳の生涯を終えた。彼は、デトロイトのウッドローン墓地の2体のスフィンクス像によって守護されたエジプト風の霊廟に葬られた。
同じ年の12月にホレスが没し、1925年に彼らの未亡人たちは、ダッジ・ブラザーズの自動車事業を投資銀行のディロン、リードに1億4,600万ドル（2023年時点の20億ドルに相当）で売却した。ダッジの末娘であるアンナ・マーガレットは、5歳を迎える前に麻疹で没した。彼の息子であるダニエルは、ダイナマイト事故で病院に送られる途中、マニトゥーリン島沖で船外に転落、溺死した。彼は新婚間もない21歳だった。
ダッジが没した後、マチルダはアルフレッド・ウィルソンと再婚、彼との間にリチャードおよびバーバラ・ウィルソンの2人の子供が生まれた。1940年、マチルダ・ダッジ・ウィルソンは共和党のルーレン・ディキンソン知事の下で、短い間ミシガン州副知事を務めた。
1957年、ウィルソン夫妻は、大学の新たなキャンパス設置のため、メドウ・ブルック・ホール、サンセット・テラスおよびそれ以外の建造物や蒐集品を含んだメドウ・ブルック・ファームの1,500エーカー （6.1 km2）にわたる地所を200万ドル（2023年時点の1,700万ドル相当）と共にミシガン州立大学に寄付した。1963年、ミシガン州立大学オークランド校は、オークランド大学に改称された。

## 参照